# 1781 en santé et médecine
| Années de la santé et de la médecine : 1778 - 1779 - 1780 - 1781 - 1782 - 1783 - 1784    |
| Décennies de la santé et de la médecine : 1750 - 1760 - 1770 - 1780 - 1790 - 1800 - 1810 |

Cet article présente les faits marquants de l'année 1781 en santé et médecine.

## Événements
- En 1781-1782, près de 30 000 personnes meurent dans le Languedoc d’une sévère épidémie de suette miliaire[1].

## Naissances
- 9 février : Johann Baptist von Spix (mort en 1826), médecin, zoologiste et explorateur allemand.
- 17 février : René-Théophile-Marie-Hyacinthe Laennec ou Laënnec, plus connu sous le nom de René Laennec, (mort le 13 août 1826 (à 45 ans) de la tuberculose[2] à Douarnenez dans son manoir de Ploaré), médecin français, créateur du diagnostic médical par auscultation (Traité de l'auscultation médiate, 1819) grâce à l'invention du stéthoscope.
- 23 août : Friedrich Tiedemann (mort en 1861), médecin anatomiste et physiologiste allemand.
- 17 octobre : Johann Friedrich Meckel (mort en 1833), médecin anatomiste allemand.

## Décès
- 21 janvier : William Lewis (né en 1714), chimiste et médecin anglais.